# Dario Franceschini
Pour les articles homonymes, voir Franceschini.
Dario Franceschini (prononcé : [ˈdaːrjo frantʃeˈskiːni]), né le 19 octobre 1958 à Ferrare, est un homme politique et un écrivain italien, figure du Parti démocrate (PD) et ministre des Biens culturels du gouvernement de Matteo Renzi puis de Paolo Gentiloni de 2014 à 2018 et dans le gouvernement Conte II puis Draghi de 2019 à 2022.
Fils de l'ancien député Giorgio Franceschini, il a été secrétaire d'État à la présidence du Conseil des ministres dans les gouvernements de Massimo D'Alema puis de Giuliano Amato, avant d'être brièvement secrétaire du PD, de février à octobre 2009, après la démission de Walter Veltroni.

## Biographie

### Jeunesse et formation
Dario Franceschini est le fils de l'ancien député Giorgio Franceschini (it) (1921-2012), figure parlementaire de la Démocratie chrétienne (DC).
Diplômé en droit politique à l'université de Ferrare, Dario Franceschini rédige en 1985 une thèse, Il Partito Popolare a Ferrara. Cattolici, socialisti e fascisti nella terra di Grosoli e Don Minzoni ; depuis, il exerce comme avocat civil. Marié à Silvia Bombardi, il est le père de deux filles.

### Un engagement politique précoce
Le jeune Franceschini prit goût à la politique durant sa jeunesse, au cours de diverses manifestations militantes. Après l'élection de Benigno Zaccagnini au secrétariat de la DC, en 1975, il s'engage pleinement en politique, devenant un adhérent de cette grande formation politique. C'est en 1980 qu'il est élu conseiller municipal de Ferrare, son premier poste politique.
En 1984, il prend la direction de la revue politique Nuova Politica, étant alors considéré comme l'une des figures des jeunes démocrates-chrétiens. N'approuvant pas la dissolution de la DC en 1994, il rejoint les sociaux-chrétiens (Cristiano Sociali), avant de se présenter à Ferrare, lors des élections municipales, au cours desquelles il n'est guère élu, n'ayant recueilli que 20 % des suffrages.

### Un cadre du PPI, puis de L'Olivier
Défait, en 1999, par Pierluigi Castagnetti (it) dans la course au secrétariat du Parti populaire (PPI), il accepte un poste au sein du bureau national du parti, se voyant confier la communication politique. Dans le même temps, il entre dans le second gouvernement D'Alema, ayant été nommé secrétaire d'État à la présidence du Conseil des ministres chargé des Réformes institutionnelles. Il conserve ce titre dans le second gouvernement Amato. Il se consacre ainsi aux modifications de la loi électorale, au droit de vote des Italiens résidant à l'étranger et à la réforme constitutionnelle des droits des régions.
Élu député de Ferrare en 2001, il s'inscrit à la Commission des Affaires constitutionnelles. Réélu en 2006 (sous l'étiquette de La Margherita) et 2008, il a été le représentant du Parlement italien à l'Assemblée parlementaire du Conseil de l’Europe.

### Secrétaire du Parti démocrate
Ayant rejoint les rangs du Parti démocrate (PD), il se rapproche de Walter Veltroni, ancien maire de Rome, qui le nomme vice-secrétaire du parti. À la suite de la démission de ce dernier, il se présente à sa succession devant l'assemblée nationale du PD, et remporte 1 047 voix, contre 92 à Arturo Parisi. Lors de sa pris de fonctions, il prête serment sur une copie de la Constitution italienne, devant son propre père, Giorgio, à Ferrare, sa ville natale.

### Président du groupe parlementaire
Vaincu par l'ancien ministre Pier Luigi Bersani à l'issue d'une primaire, Franceschini reconnut sa défaite et appela, tout comme son rival, à l'unité du parti face à Berlusconi. Un mois plus tard, il fut élu président du groupe parlementaire du PD.
Réélu député à l'issue des élections générales de 2013, il est pressenti pour devenir président de la Chambre des députés, fonction qu'il convoite. Toutefois, un accord conclu entre le secrétaire du PD, Pier Luigi Bersani, et ses alliés prive Franceschini d'une candidature à la présidence de la Chambre au profit de Laura Boldrini, députée novice membre du mouvement SEL, finalement élue au perchoir. Le jeune Roberto Speranza lui succède, quant à lui, à la présidence du groupe parlementaire démocrate.

### Ministre de la Culture
Le 27 avril suivant, Franceschini est nommé ministre pour les Relations avec le Parlement et la Coordination des activités du gouvernement dans le gouvernement d'union nationale dirigé par Enrico Letta. Lors de la constitution du gouvernement de Matteo Renzi, le 22 février 2014, il devient ministre des Biens et des Activités culturels et du Tourisme. Il est reconduit dans le gouvernement de Paolo Gentiloni, le 12 décembre 2016.

## Controverses

### Controverse de la Clé en Or de Pompei
En octobre 2024, Dario Franceschini s'est retrouvé indirectement impliqué dans la controverse de la "Clé en Or," une affaire qui tourne autour d'une clé en or de grande valeur offerte à son successeur, l'ancien ministre de la Culture Gennaro Sangiuliano. La clé, dont la valeur est estimée à environ 12 000 euros, a été offerte par le maire de Pompéi, Carmine Lo Sapio, et est depuis au cœur d'une enquête judiciaire. Selon l'émission d'investigation italienne Le Iene, Sangiuliano a suggéré dans un document confidentiel que la clé pourrait être en possession de Maria Rosaria Boccia, qui dément cette affirmation.
L’affaire a également attiré l’attention sur Franceschini, qui avait lui-même reçu une clé similaire lorsqu’il était ministre. La loi italienne impose aux fonctionnaires de rendre tout cadeau d'une valeur supérieure à 300 euros. Pourtant, Franceschini aurait conservé sa clé en or pendant trois ans, ne la rendant qu'à l'été 2024 après l'émergence du scandale. Franceschini a affirmé qu'il ignorait la valeur élevée de la clé, pensant qu'il s'agissait d'un simple objet symbolique.
Cependant, l’artisan ayant fabriqué la clé a publiquement réfuté cette affirmation, déclarant que la valeur de l’objet était « évidente à l’œil nu ». Le joaillier a décrit la clé comme une pièce finement réalisée, ornée de pierres précieuses, notamment de saphirs et de rubis, la rendant clairement identifiable comme un objet de luxe. Cette déclaration a ajouté à la polémique, soulevant des questions sur la sensibilisation et la responsabilité des fonctionnaires dans la gestion des cadeaux de valeur.

## Écrivain
En 2006, il publie  son premier roman, Dans les veines ce fleuve d'argent (Nelle vene quell'acqua d'argento), aux éditions Bompiani ; ce livre lui vaudra, en 2007, le prix du Premier roman de Chambéry.
Son second roman, La follia improvvisa di Ignazio Rando, fut publié en 2007. Il a ensuite publié Ailleurs (Daccapo) en 2011.